# Helia exsiccata
Helia exsiccata är en fjärilsart som beskrevs av Walker 1858. Helia exsiccata ingår i släktet Helia och familjen nattflyn. Inga underarter finns listade i Catalogue of Life.